# All That You Can't Leave Behind
All That You Can't Leave Behind је десети студијски албум ирске рок групе U2. Издат је 30. октобра 2000. за Island Records и Interscope Records. Продуценти албума су Данијел Ланоа и Брајан Ино. Албум је добио позитивне критике, достигао прво место у 32 земље и продат у преко 12 милиона примерака. Познати синглови са албума су песме Beautiful Day, Walk On, Elevation и Stuck in a Moment You Can't Get Out Of. Једини је албум до сада издат који садржи више песама које су освојиле Награду Греми за снимак године (Beautiful Day 2000. године и Walk On 2002. године). И сам албум је награђен Гремијем за најбољи рок албум.

## Списак песама
Аутор(и) свих текстова: Боно осим тамо где је назначено, аутор(и) свих песама: U2.
| №               | Назив                                  | Продуцент(и)                                        | Трајање |  |
| 1.              | Beautiful Day                          | Данијел Ланоа Брајан Ино Стив Лиливајт ( дод. )     | 4:06    |  |
| 2.              | Stuck in a Moment You Can't Get Out Of | Ланоа Ино                                           | 4:32    |  |
| 3.              | Elevation                              | Ланоа Ино                                           | 3:45    |  |
| 4.              | Walk On                                | Ланоа Ино Лиливајт ( дод. )                         | 4:55    |  |
| 5.              | Kite                                   | Ланоа Ино                                           | 4:23    |  |
| 6.              | In a Little While                      | Ино Ланоа Ричард Станард и Џулијан Галагер ( дод. ) | 3:39    |  |
| 7.              | Wild Honey                             | Ино Ланоа                                           | 3:47    |  |
| 8.              | Peace on Earth                         | Ланоа Ино Мајк Хеџес ( дод. )                       | 4:46    |  |
| 9.              | When I Look at the World               | Ино Ланоа                                           | 4:15    |  |
| 10.             | New York                               | Ино Ланоа                                           | 5:28    |  |
| 11.             | Grace                                  | Ланоа Ино                                           | 5:31    |  |
| Укупно трајање: | Укупно трајање:                        | Укупно трајање:                                     | 49:05   |  |

| №               | Назив                       | Продуцент(и)    | Трајање |  |
| 12.             | The Ground Beneath Her Feet | Ланоа Ино       | 3:44    |  |
| Укупно трајање: | Укупно трајање:             | Укупно трајање: | 52:49   |  |

## Особље
- Боно — вокал, гитара, ситесајзер (песма бр. 2)
- Еџ – гитара, клавир , вокал, ситесајзер (песма бр. 3), жице (песма бр. 5)
- Адам Клејтон — бас гитара
- Лари Мален Млађи – бубњеви, перкусије

## Позиције на топ-листама

### Недељне топ-листе
| Топ-листа (2000)                 | Позиција |
| -------------------------------- | -------- |
| Аустралија (ARIA)                | 1        |
| Аустрија (Ö3 Austria)            | 1        |
| Белгија (Ultratop Flanders)      | 1        |
| Белгија (Ultratop Wallonia)      | 1        |
| Канада (Billboard)               | 1        |
| Данска (Hitlisten)               | 1        |
| Холандија (Album Top 100)        | 1        |
| Финска (Suomen virallinen lista) | 1        |
| Француска (SNEP)                 | 1        |
| Немачка (Offizielle Top 100)     | 1        |
| Ирска (IRMA)                     | 1        |
| Италија (FIMI)                   | 1        |
| Нови Зеланд (RMNZ)               | 1        |
| Норвешка (VG-lista)              | 1        |
| Пољска (ZPAV)                    | 2        |
| Шпанија (PROMUSICAE)             | 1        |
| Шведска (Sverigetopplistan)      | 1        |
| Швајцарска (Schweizer Hitparade) | 2        |
| УК албуми (OCC)                  | 1        |
| САД (Billboard 200)              | 3        |